# Gesa Felicitas Krause
Gesa Felicitas Krause, née le 3 août 1992 à Ehringshausen, est une athlète allemande, spécialiste du 3000 mètres steeple. Double championne d'Europe de la discipline en 2016 et 2018, elle a également décroché deux médailles de bronze aux Mondiaux de 2015 et de 2019. 

## Biographie

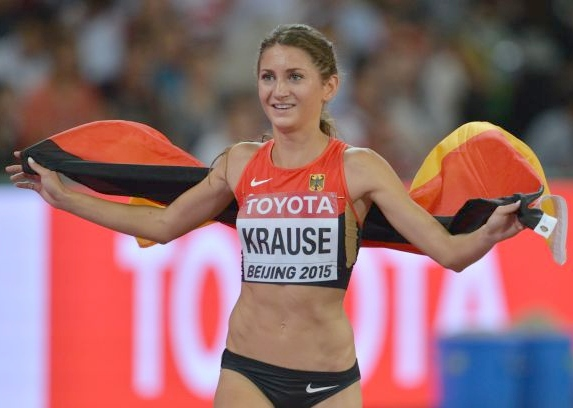
Gesa Felicitas Krause célébrant sa médaille de bronze lors des Championnats du monde 2015 à Pékin

En 2011, Krause remporte la médaille d'or du 3000 m steeple lors des Championnats d'Europe juniors disputés à Tallinn. La même année, participant à ses premiers Championnats du monde, Daegu, elle se classe neuvième du 3000 m steeple et établit un record d'Europe junior en 9 min 32 s 74. Elle obtient également en fin d'année une médaille de bronze par équipes lors des Championnats d'Europe juniors de cross-country.
En 2012, Krause est quatrième du 3000 m steeple des Championnats d'Europe d'Helsinki, dépassée dans la dernière ligne droite par sa compatriote Antje Möldner-Schmidt. Elle récupère la médaille de bronze en 2016 à la suite de la disqualification pour dopage de l'Ukrainienne. Une cérémonie lui est organisée, en compagnie de Diana Sujew (finalement médaillée d'argent du 1 500 m lors des mêmes championnats, pour la même raison), à l'occasion des championnats d'Allemagne en salle le 17 février 2018.
L'Allemande bat ensuite son record personnel sur la distance à deux reprises lors du 3000 m steeple des Jeux olympiques de Londres qu'elle termine à la huitième place,. En 2016, la Russe Yuliya Zaripova, initialement lauréate, est disqualifiée pour dopage. Les athlètes qui suivent sont alors reclassées : la Tunisienne Habiba Ghribi est déclarée gagnante, Krause devenant de son côté septième.
En août 2015, Krause décroche la médaille de bronze des Championnats du monde de Pékin avant de confirmer l'année suivante au niveau continental où elle est sacrée championne d'Europe à Amsterdam. Elle termine 6e des Jeux olympiques de Rio en 9 min 18 s 41, record d'Allemagne.
Le 5 mai 2017, pour sa première course de la saison, l'Allemande porte son record personnel et national à 9 min 15 s 70 lors du meeting de Doha, où elle termine 7e de la course. Le 27 août, lors de l'ISTAF Berlin, elle porte le record à 9 min 11 s 85. 
Le 12 août 2018, lors des championnats d'Europe à Berlin, Gesa-Felicitas Krause conserve son titre européen du 3 000 m steeple en 9 min 19 s 80. Elle devance sur le podium la Suissesse Fabienne Schlumpf et la Norvégienne Karoline Bjerkeli Grøvdal.
Le 1er septembre 2019, lors de l'ISTAF Berlin, elle bat le record du monde de la rare distance courue du 2 000 m steeple en 5 min 52 s 80, et améliore de 10 secondes l'ancienne meilleure marque de 6 min 02 s 16 de la Kényane Virginia Nganga.
L'Allemande remporte la médaille de bronze aux championnats du monde 2019 à Doha (la deuxième de sa carrière) en battant son record personnel et propre record d'Allemagne en 9 min 03 s 30, derrière Beatrice Chepkoech et Emma Coburn.

## Palmarès
| Date | Compétition                       | Lieu             | Résultat | Épreuve     | Temps          |
| ---- | --------------------------------- | ---------------- | -------- | ----------- | -------------- |
| 2009 | Championnats du monde cadets      | Bressanone       | 7e       | 2 000 m st. | 6 min 39 s 85  |
| 2010 | Championnats du monde juniors     | Moncton          | 4e       | 3 000 m st. | 9 min 47 s 78  |
| 2011 | Championnats d'Europe juniors     | Tallinn          | 1re      | 3 000 m st. | 9 min 51 s 08  |
| 2011 | Championnats du monde             | Daegu            | 9e       | 3 000 m st. | 9 min 32 s 74  |
| 2012 | Championnats d'Europe             | Helsinki         | 3e       | 3 000 m st. | 9 min 38 s 20  |
| 2012 | Jeux olympiques                   | Londres          | 7e       | 3 000 m st. | 9 min 23 s 52  |
| 2013 | Championnats d'Europe espoirs     | Tampere          | 1re      | 3 000 m st. | 9 min 38 s 91  |
| 2013 | Championnats du monde             | Moscou           | 9e       | 3 000 m st. | 9 min 37 s 11  |
| 2013 | DécaNation                        | Valence          | 1re      | 3 000 m st. | 9 min 52 s 88  |
| 2014 | Championnats d'Europe             | Zurich           | 5e       | 3 000 m st. | 9 min 35 s 46  |
| 2015 | Championnats d'Europe en salle    | Prague           | 5e       | 1 500 m     | 4 min 15 s 40  |
| 2015 | Relais mondiaux de l'IAAF         | Nassau           | 5e       | rel. medley | 11 min 06 s 14 |
| 2015 | Championnats d'Europe par équipes | Tcheboksary      | 1re      | 3 000 m st. | 9 min 46 s 49  |
| 2015 | Championnats du monde             | Pékin            | 3e       | 3 000 m st. | 9 min 19 s 25  |
| 2016 | Championnats d'Europe             | Amsterdam        | 1re      | 3 000 m st. | 9 min 18 s 85  |
| 2016 | Jeux olympiques                   | Rio de Janeiro   | 6e       | 3 000 m st. | 9 min 18 s 41  |
| 2017 | Championnats d'Europe par équipes | Lille            | 1re      | 3 000 m st. | 9 min 27 s 02  |
| 2017 | Championnats du monde             | Londres          | 9e       | 3 000 m st. | 9 min 23 s 87  |
| 2018 | Championnats d'Europe             | Berlin           | 1re      | 3 000 m st. | 9 min 19 s 80  |
| 2019 | Championnats d'Europe par équipes | Bydgoszcz        | 1re      | 3 000 m st. | 9 min 36 s 67  |
| 2019 | Ligue de diamant                  | Ligue de diamant | 5e       | 3 000 m st. | 9 min 07 s 51  |
| 2019 | Championnats du monde             | Doha             | 3e       | 3 000 m st. | 9 min 03 s 30  |
| 2021 | Championnats d'Europe en salle    | Toruń            | 8e       | 1 500 m     | 4 min 24 s 26  |
| 2021 | Jeux olympiques                   | Tokyo            | 5e       | 3 000 m st. | 9 min 14 s 00  |
| 2022 | Championnats du monde             | Eugene           | 15e      | 3 000 m st. | 9 min 52 s 66  |
| 2024 | Championnats d'Europe             | Rome             | 2e       | 3 000 m st. | 9 min 18 s 06  |
| 2024 | Jeux olympiques                   | Paris            | 14e      | 3 000 m st. | 9 min 15 s 61  |

## Records
| Épreuve             | Temps              | Lieu | Date              |
| ------------------- | ------------------ | ---- | ----------------- |
| 3000 mètres steeple | 9 min 03 s 30 (NR) | Doha | 30 septembre 2019 |